# Губа Йосип
Йосип Губа, також Осип Губа, Губенко, Опольський (нар.1724 — пом.1826-1828) — хорунжий Усть-Дунайського Буджацького козацького війська.

## Життєпис
Мав атестат 1790р. з підписом Головатого за службу в Чорноморському війську.
В 1802р. поранений на Кубані у війні проти Турок.
В 1807р. з Чорноморців (коли вони були на Дунаю на війні) перейшов за старшину в Усть-Дунайське Буджацьке військо.
1820р. Йосип Губа, разом з Р.Согутчевським та іншими старшинами й козаками, оселився в колишньому ногайському урочищі Акмангит, заснувавши село з аналогічною назвою.